# نهائي كأس إفريقيا للأندية البطلة 1982
نهائي كأس أفريقيا للأندية البطلة 1982 هي المباراة النهائية للنسخة 18 من دوري أبطال أفريقيا . توج الأهلي المصري بالكأس على حساب أشانتي كوتوكو الغاني .

## الفرق
| الفريق        | مشاركة سابقة (الخط الغليظ يشير إلى بطل تلك النسخة) |
| ------------- | -------------------------------------------------- |
| أشانتي كوتوكو | 4 (1967 ، 1970 ، 1971 ، 1973)                      |
| الأهلي        | 0                                                  |

## النهائي

### الذهاب
| الأهلي                      | 3–0   | أشانتي كوتوكو |
| --------------------------- | ----- | ------------- |
| الخطيب 13'، 34' · ميهوب 19' | تقرير |               |

### الإياب
| أشانتي كوتوكو | 1–1   | الأهلي     |
| ------------- | ----- | ---------- |
| بانرمان 12'   | تقرير | الخطيب 70' |